# Villa Flor
Villa Flor är en ort i Mexiko.   Den ligger i kommunen Tapachula och delstaten Chiapas, i den sydöstra delen av landet, 900 km sydost om huvudstaden Mexico City. Villa Flor ligger 1 318 meter över havet och antalet invånare är 148.
Terrängen runt Villa Flor är varierad. Runt Villa Flor är det tätbefolkat, med 343 invånare per kvadratkilometer. Närmaste större samhälle är Huehuetán, 19,9 km sydväst om Villa Flor. I omgivningarna runt Villa Flor växer i huvudsak städsegrön lövskog.